# Фридрих II (Шлезвиг-Холщайн-Готорп)
Вижте пояснителната страница за други личности с името Фридрих II.
Фридрих II фон Шлезвиг-Холщайн-Готорп (на немски: Friedrich II von Schleswig-Holstein-Gottorf; * 21 април 1568; † 15 юни 1587) от Дом Олденбург, е херцог на Шлезвиг-Холщайн-Готорп (1586 – 1587).

## Живот
Той е най-възрастният син на херцог Адолф фон Шлезвиг-Холщайн-Готорп (1526 – 1586) и съпругата му Кристина фон Хесен (1543 – 1604), дъщеря на Филип I фон Хесен и Кристина Саксонска. Баща му е третият син на датския крал Фредерик I (1471 – 1533).
След смъртта на баща му през 1586 г. той наследява херцогската титла и умира през 1587 г. 17-годишният му брат Филип го наследява.